# Поттс, Артур
А́ртур Поттс (англ. Arthur Potts; 26 мая 1888 — январь 1981) — английский футболист, выступавший на позиции нападающего.

## Футбольная карьера
Ранние годы провёл в клубах «Хендсфорд Таун» и «Уилленхолл Свифтс». В мае 1913 года перешёл в «Манчестер Юнайтед». Дебютировал за «Юнайтед» 26 декабря 1913 года матче Первого дивизиона против «Эвертона». Сыграл за команду в двух предвоенных сезонах, после чего его карьера была прервана войной. В 1919 году вернулся в команду и сыграл за неё ещё один сезон. Всего провёл за «Манчестер Юнайтед» 29 матчей и забил 5 голов.
В июне 1920 года перешёл в «Вулверхэмптон Уондерерс» за 100 фунтов стерлингов. Дебютировал за «волков» 1 сентября 1920 года в матче против «Вест Хэм Юнайтед». В сезоне 1920/21 провёл за «Вулверхэмптон» 35 матчей и забил 10 голов (из них 28 матчей и 9 голов в лиге), помог своей команде достичь финала Кубка Англии, в котором «волки» с минимальным счётом уступили лондонскому клубу «Тоттенхэм Хотспур».
После ещё одного сезона в составе «Вулверхэмптона», который оказался для Поттса менее удачным, чем дебютный, летом 1922 года он перешёл в «Уолсолл». Провёл в клубе 1 сезон, сыграв 1 матч в лиге. Затем играл за «Блоксвич Строллерз» и «Дадли Таун». В 1931 году завершил карьеру.

## Участие в войне
Артур Поттс служил в полку Манчестера летом 1915 года. Затем был отослан в Саутпорт для тренировки. Подробности его дальнейшей службы неизвестны, хотя по некоторым данным Поттс служил батальоне 1/7 полка Манчестера, который был эвакуирован с Галлипольского полуострова в декабре 1915 года и был отправлен во Францию в марте 1917 года.

## После завершения карьеры
После завершения футбольной карьеры работал управляющим паба Blue Ball в Пайперс-Роу, Вулвергемптон. Умер в Уолсолле в 1981 году в возрасте 90 лет.

## Достижения
«Вулверхэмптон Уондерерс»
- Финалист Кубка Англии: 1921